# Grigorij Bachcziwandży
Grigorij Jakowlewicz Bachcziwandży (ros. Григорий Яковлевич Бахчиванджи, ur. 7 lutego?/20 lutego 1908, zm. 27 marca 1943) – radziecki pilot doświadczalny i myśliwski, Bohater Związku Radzieckiego.

## Życiorys
Urodził się we stanicy Brińkowskaja w Kraju Krasnodarskim.
W 1931 roku powołany do Armii Czerwonej. Od 1932 był członkiem partii komunistycznej. W 1933 roku ukończył szkołę techniczną lotnictwa a w 1934 roku Orenburską Szkołę Pilotów. Po ukończeniu szkoły pilotów służył jako pilot doświadczalny w jednostkach lotniczych Armii Czerwonej.
Po napaści Niemiec na ZSRR zgłosił się do walki na froncie jako pilot myśliwski. Od lipca do 10 sierpnia 1941 uczestniczył w walkach w obronie Moskwy w 402.IAP (pułku lotnictwa myśliwskiego), latającym na myśliwcach MiG-3. W trakcie walk brał udział w 65 lotach bojowych w trakcie których zestrzelił sam lub zespołowo 5 samolotów niemieckich (3 Ju 88, 1 Do 215, 1 Hs 126). Otrzymał stopień kapitana i stanowisko dowódcy eskadry
W sierpniu 1941 został skierowany do służby w charakterze pilota doświadczalnego w programie nowego myśliwca BI o napędzie rakietowym. 15 maja 1942 roku jako pierwszy pilot w ZSRR wykonał lot na samolocie o napędzie rakietowym BI-1. Następnie uczestniczył w dalszych lotach testowych samolotów BI. 
W dniu 27 marca 1943 roku zginął w katastrofie podczas lotu testowego trzeciego egzemplarza samolotu BI-1 pod Swierdłowskiem, na skutek utraty panowania nad samolotem z powodu nieznanego wówczas zjawiska oporu falowego.
W dniu 28 kwietnia 1973 roku pośmiertnie został wyróżniony tytułem Bohatera Związku Radzieckiego za zasługi w czasie II wojny światowej i za prace jako pilota doświadczalnego. Był odznaczony dwukrotnie Orderem Lenina.

## Loty samolotem BI-1
1. 15 maja 1942: pierwszy lot silnikowy BI-1 (egzemplarz nr 1, lot 1.); trwał 189 sekund; maks. wysokość 840 metrów; maksymalna prędkość 400 km/h
2. 10 stycznia 1943: 2. lot BI-1 (1. lot 2. egzemplarza); maks. wysokość 1110 metrów; maksymalna prędkość 400 km/h
3. 11 marca 1943: 4. lot BI-1 (3. lot 2. egzemplarza); maks. wysokość 4000 metrów
4. 14 marca 1943: 5. lot BI-1 (4. lot 2. egzemplarza); maks. wysokość 4000 metrów
5. 21 marca 1943: 6. lot BI-1 (1. lot 3. egzemplarza)
6. 27 marca 1943: 7. lot BI-1 (2. lot 3. egzemplarza) - nieoficjalny rekord świata prędkości samolotu, 800 kmh; katastrofa samolotu i śmierć Bachcziwandżego